# 結婚案内ミステリー風
『結婚案内ミステリー風』（けっこんあんないミステリーふう）は、赤川次郎の小説。
『ジュノン』1979年1月号から12月号まで連載された。さえない中年男・深田栄一が経営する結婚相談所〈ブライダル・コンサルタント〉に現れた風変わりな客たちがもたらす事件や謎を、唯一の所員である寺沢紘子が推理するユーモア・ミステリー。

## 共通登場人物
寺沢 紘子（てらさわ ひろこ）
〈ブライダル・コンサルタント〉唯一の所員。23歳。小柄で可愛らしい一昔前の美人顔で、丸顔にくりっとした目をしており、長い髪を無造作に後ろで束ねている。
短大を出て2年間、入る会社入る会社が次々に倒産してしまったため、今度は倒産しても被害者は自分だけですむと考え、個人経営の〈ブライダル・コンサルト〉に就職した。
臆することなく所長に物を言ったり交換条件を出すなどちゃっかりした一面をもつ。所長が女性に弱いと思っているが、自身も負けず劣らず男性に惚れやすい。
酒にはべらぼうに強いが、酔うと大声で歌い始める。一人暮らし。
深田 栄一（ふかだ えいいち）
〈ブライダル・コンサルタント〉所長。42歳。足は短く腹はたるみ気味、髪は年々頭頂へ向かって後退しているさえない中年男。ケチ。
37歳の妻・志津子と2人の子供（小学校6年生の息子・2年生の息子）がいる。妻はPTAの役員や町会の委員などをかたっぱしから引き受けており、人気タレント並みの忙しさ。
船山
M新聞社の経済記者。紘子の大学の先輩。今年28歳。
「幽霊志願」と「断絶志願」に登場する。

## 各話あらすじ

### 心中志願
所長の深田は、小野貴子という客が書いた書類の結婚を希望する相手の条件欄に“スポーツ…泳げない人”“特に男性に望む点…私と一緒に死んでくれる人”と書かれてあるのを見て目を剥く。こんな客に誰をあてがうのかと迷ったが、紘子の提案により、いつも冷やかしで相談所を訪れる会社社長のドラ息子・松谷進とホテルのラウンジで引き合わせることにする。しかし対面し、松谷に条件面を了承していることを確認した貴子はそのままプールのある庭の方に松谷を連れて行き、一緒に飛び込んでしまう。すぐにホテルの従業員によって助け出され、代わりの服に着替えさせられた2人だったが、怒って紘子に詰め寄る松谷に対し、「あなた、泳げるじゃありませんか！」と貴子はさらに激怒して帰ってしまった。後日、相談所に貴子の夫と名乗る男・明雄が姿を見せる。出かけた時と全く違う服で帰ってきたため驚いてやってきたという明雄は、実は紘子には3度の自殺未遂経験があることを打ち明け、紘子がホテルから持ち帰っていた貴子の元の服を受け取り、お金を払って帰っていった。紘子はなぜ今回に限って貴子は第三者を道連れにしようとしたのか疑問に思い、何か他に理由があったのではないかと考える。そんな中、激怒していたはずの松谷が、貴子に結婚を申し込みたいと再び相談所にやって来る。貴子が人妻だと知りショックを受けて帰っていった松谷だったが、後日、諦めきれずに貴子の住所を知るため誰もいない相談所に忍び込んだ末、誰かに殴られ倒れているのを深田と紘子によって発見される。
小野 貴子（おの たかこ）
昭和26年10月14日生まれの27歳。福岡市出身。丸顔で目がくっきりと大きい愛らしい顔立ちやバランスのとれた身体つきで、23,4歳で通用する風貌。
松谷進
会社社長のドラ息子で遊び人。29歳。真面目なフリをして相談所を訪れる冷やかし組の1人。
小野 明雄（おの あきお）
貴子の夫。

### 純潔志願
結婚の条件に“一切の肉体的接触をお断りします”と書いた修道女・江上恒子とその付き添いの修道院の院長が相談所を訪れる。恒子の唯一の血縁だった叔父が数年前に亡くなった時、売れば数億円になるとも言われるいくつかの山を残したのだが、相続には25歳まで待つことと、その時に結婚していることという条件付きだったため、書類上でのみ結婚させて、相続後すぐ離婚させてほしいのだという。最初はしぶっていた深田も、通常の2倍の金額を提示されたため依頼を受諾。普通の顧客をあてがうわけにはいかず、紘子は元恋人・冬木利春に事情を話し、快諾したため恒子と引き合わせて依頼はうまくいったかに思えた。しかし後日、冬木と飲み直した紘子は帰り道で見知らぬ大男に拉致されてしまう。そして相談所には、「江上（恒子）を預かった」という脅迫状が届いたと、当の恒子と院長が駆け込んでいた。自分を拉致した大男・熊谷が仲間に責め立てられるのを見て、恒子と間違えて拉致されたことは紘子もすぐに気付いた。熊谷は、罵倒され続けるのをかばってくれた紘子に対し、今回の事件の黒幕が、恒子の相続を担当している弁護士・那倉清一と、町の税金を横領し、埋め合わせのために恒子の財産を狙っているという町長であると打ち明ける。一方、なんとか紘子を助け出そうと画策する深田や恒子らは、横領した町長を追って上京してきたという百瀬和彦に出会い、一緒にアジトへと向かう。
江上 恒子（えがみ つねこ）
24歳の修道女。洗礼名：マリア。のっぽでひょろりとしており、顔立ちはやや面長。
院長
恒子がいる修道院の院長。60歳近い夫人。小柄ながら顔の色つやは良く、かくしゃくとしている。
冬木 利春（ふゆき としはる）
2年前に紘子が付き合っていた元恋人。紘子より2つ年上の24歳で、中規模の商事会社に勤めるサラリーマン。出身高校が同じで、紘子が短大を出た時に結婚を申し込んだが、社会で働いてみたかった紘子が断った。
那倉 清一（なくら せいいち）
江上恒子の財産管理をしている弁護士。メガネをかけた秀才型だが、青白い顔に冷たい眼をしている。町長と繋がっている。
町長
見るからに酒好きな赤ら顔の男。自身の横領の埋め合わせをするため、江上の財産を狙っている。
熊谷（くまがい）
町長の秘書をしている大男。融通のきかない石頭で力持ちだが、小さな気の弱そうな目をしている。町を人一倍愛しており、町長に言われて紘子を拉致するが、自分をかばってくれた紘子に冷たく接しきれず、縄を緩めたり計画を話したりしてしまう。
百瀬 和彦（ももせ かずひこ）
恒子と同じ町の住人で元恋人。彫の深い顔立ち。町の税金を横領したのではないかと疑われている町長を追って上京してきた。

### 面影志願
水島百合香という女性が深田を訪ねてやって来る。百合香は深田の胸に顔をうずめて泣き、その後2人でどこかへ出て行くなど紘子は2人のただならぬ関係を感じ取る。しかし後から深田に聞いたところ、百合香は深田の初恋の女性であり、現在の夫が女を作った挙句、その女を離れに住まわせて自分を追い出そうとしているという悩みを打ち明けていったのだという。後日、紘子は再び百合香の電話で呼び出されてどこかへ向かう深田を尾行するが、同じく深田を尾行する男の存在に気づく。そして男が2人の写真を隠し撮りしているのを見た紘子はわざとぶつかってカメラを壊すが、小宮と名乗ったその男は実は刑事であった。小宮は紘子に、百合香が主人の幸一を殺そうとしている疑いがあると告げる。半月前に幸一が遭った事故がブレーキの故障が原因ではないという匿名の手紙が警察に届いたり、1週間前にはセメントのかたまりが上から落ちてきたことで、幸一本人からも通報があったのだという。小宮は深田が共犯者ではないかと疑うが、紘子は全力で否定する。しかし後日、誰かに呼び出されて出て行った深田が入江麻美という人物に会うためだと突き止め追いかけた紘子は、深田が1人でラブホテルへ入っていくのを目撃する。同じように深田を尾行していた小宮と共に部屋へ向かった紘子は、ふらふらと廊下に出てきた深田と、部屋の中で両手両足を縛られ、首に深田の革のベルトをかけられ気を失っている麻美を発見。そして意識を取り戻した麻美は、深田を見て「あの人が私を殺そうとしたのよ！」と言い放つ。
水島 百合香（みずしま ゆりか）
深田の20年以上前の初恋の女性（片思い）。40歳前後で、上品な容姿をしている。現在の夫は全国にスーパーチェーンを展開している金持ち。昔は自身も地方の名家の令嬢だったが、家の事業が破産し、父親が自殺して夜逃げ同然で去って行った。
小宮
部長刑事。33歳、独身。百合香が夫を殺そうとしているのではないかと疑い、尾行している。紘子に好意をもち、ユーモアを交えながら捜査の裏話や逮捕話をするだけでなく、食事に誘ったり、プライベートで会ってほしいと話す。
水島 幸一（みずしま こういち）
百合香の夫。百合香との間に子供はない。資産家でやり手だが、女にも目がなく、邸内に離れを建てて、そこに入江麻美を住まわせている。
入江 麻美（いりえ まみ）
幸一の愛人。27,8歳。夏には子供が生まれる。華奢。

### 決闘志願
「（芸能人の）秋ひろみと結婚したい！」と三好哲夫という男が相談所にやって来る。面識もないただのファンだと知った深田は冷やかしだと怒って追い出すが、なんとその日の夕方、その秋ひろみが結婚相手を探しているとやって来た。多忙すぎて芸能界の引退を考えているが、プロダクションの社員20人の運命も背負っている身としてはそれもできず、新婚旅行でいいから休みがほしい、休みをとるために結婚したいのだという。すぐに三好のことを思いついた2人は秋ひろみの出演番組が収録されるテレビ局に現れた三好をつかまえ、深田と紘子、そして三好と秋ひろみ4人での食事をセッティングする。しかしそこに秋ひろみと噂のある梶峰夫が「ひろみは俺の女だ！」と現われ、対抗した三好と決闘をすることになってしまう。決闘の情報はあっという間に漏れ、決闘の場となるA公園にはマスコミが押し寄せていた。紘子はその中に学生時代の友人で、現在は週刊誌の記者である中神エリを見つける。2人で飲みに行った紘子はそこで、秋ひろみと梶峰夫の噂は『愛と嘘』という番組共演のためのPRで、番組内容は彼女をめぐって男が決闘する話だということを聞く。2人が争う姿を見てどこか嬉しそうだったひろみの姿が気になっていた紘子は合点がいき、三好を止めようとする。
三好 哲夫（みよし てつお）
23歳。キリリとした顔立ちをしている。17歳で海で溺れて亡くなった2つ上の姉に秋ひろみが似ていたことからファンになり、「秋ひろみと結婚したい」と〈ブライダル・コンサルタント〉にやって来る。
秋 ひろみ
歌手で女優でエッセイスト。あどけない中にどことなく大人っぽい色香があるトップアイドルでもある。喫茶店も開業している。17歳と偽っているが、本当は21歳。子供の頃から体が弱く、休学を繰り返したため、現在も高校に通っている。小柄でほっそりしたタイプ。
梶 峰夫
映画アクションスター。TV『太平洋にほえろ！』では刑事役だが、実際の人相はヤクザに近い。秋ひろみと噂があったが、話題作りのためにマネージャーが流したでたらめの相手。しかし本人はひろみのことを自分の女だと思っている。
中神 エリ
週刊誌の記者。紘子の学校時代の友人。合気道の使い手で、梶に車で人気のない林で襲いかかられ、格闘したことがある。

### 幽霊志願
息子の結婚相手を探しているという関根恭子という女性がロールスロイスを乗り付けてやって来る。深田は息子・昌和にじかに会って話を聞きたいと言うが、息子の好みは把握しているから全てのやりとりは自分が行うと宣言し、100万円の相談料を置いていく。相手に野田秋子という女性を選び、ホテルでセッティングした紘子だったが、現れたのは昌和ではなくロールスロイスの運転手で、紘子と野田は関根の屋敷へと連れていかれる。恭子が出した紅茶を飲んで昌和を待っていた2人だったが、紘子はいつのまにか眠気に襲われ、気がついた時には秋子の姿は無く、恭子によると「気があったらしく、昌和と2人で出て行った」という。それならいいかと帰宅した紘子だったが、後日、野田秋子が行方不明だと両親から警察に捜索願が出されたことを深田から聞く。関根家は、夜8時には秋子を家に送り返したと主張しているらしい。そんな中、相談所には低く押し殺した男の声で「野田秋子のような目に遭いたくなかったら、関根邸へ2度と行ってはいけない」という電話がかかってくる。恭子から、「息子の嫁には秋子よりもあなたに来てほしい」と言われた紘子は大学の先輩である船山に相談する。すると、実は関根昌和は3年も前に亡くなっているという事実が発覚する。真相が気になった紘子は恭子の誘いに乗り、再び関根邸へ。恭子は「忠告したのになぜ来たんだ！」と憤る恭子の夫・和郎をよそに、誰もいない空間を示して「昌和です」と紘子に紹介しはじめる。なんとか話を合わせた紘子はその後、初老の執事から「このお屋敷の中ではおぼっちゃまは生きておられるのです」と、昌和は悪い女に弄ばれたあげくに自殺したという話を聞かされる。
関根 恭子（せきね きょうこ）
45,6歳。やや細面で色は青白く、なかなかの美人。息子の結婚相手を探していると〈ブライダル・コンサルタント〉を訪れる。
関根 昌和（せきね まさかず）
恭子の息子。24歳。やや神経質そうだが、母性本能をくすぐるタイプの二枚目。恭子が結婚相手を探しているが、実はすでに亡くなっている。
野田 秋子（のだ あきこ）
21歳。去年短大を出たばかり。からりと明るい美人。紘子にセッティングされ、昌和と見合いをすることになる。
関根 和郎（せきね かずお）
恭子の夫。父親譲りの財産で優雅に商売をしている実業家。その業界では「殿様」と呼ばれている。育ちも腕も良く、欲がない。
貝塚
関根家に仕えるロールスロイスの運転手。恭子に心から忠実。

### 断絶志願
自分と父の治夫込みで一緒に見合いさせてほしいと相談所に現れた明野久夫。そんな都合のいい相手がいるものかと思った深田だったが、タイミング良く北原常子という女性が自分と母親の弓子を一緒に見合いさせてほしいと訪れる。紘子がセッティングして4人を引き合わせるが、思惑通りにはいかず、久夫と弓子、治夫と常子という組み合わせでカップルができてしまう。後日、デパートの外で治夫に声をかけられた紘子は相談したいことがあると言われ、六本木のレストランで一緒に食事をする。そして、若い常子が自分に本気になっているようだから、一緒にラブホテルに行き、その姿を目撃させて諦めさせたいと言われる。了承した紘子は治夫とともにホテルへ。しかしその姿を撮った写真がなぜか〈ブライダル・コンサルタント〉の郵便受けに入れられ、計画を深田に打ち明けざるをえなくなる。そして後日、なんと同様に深田と弓子がホテルから出てくる写真も郵便受けに入っており、お互いが同じことを依頼されていることを知る。常子を諦めさせるための逢瀬でありながら、いつしかその時間を楽しみにするようになってしまった紘子だったが、深田と弓子の計画について治夫に打ち明けたその日、ホテルで紘子は誰かに下腹部を殴られて気絶させられ、治夫もナイフを持った男に襲われる。そして翌日、相談所には深田と弓子の写真とともに、「この写真を奥さんに見せたくなければ100万用意しろ」という脅迫状が届けられる。
明野 久夫（あきの ひさお）
27歳。自動車メーカーに勤める工業デザイナー。端正な顔つきだが、笑うと驚くほどの子供っぽい表情をする。
自分が結婚するという目的がもし達成されてしまったら急に老け込んでボケはじめるのではないかと心配し、父と込みで見合いのできる人を探してほしいとやってくる。
明野 治夫（あけの はるお）
久夫の父。シャルル・ボワイエに似ている。会社を定年でやめた後、妻は亡くなっている。その後は久夫にいい嫁を見つけることを生涯の目的にしてしまい、久夫に次から次へと見合い話をもってくる。
北原 常子（きたはら つねこ）
23歳。去年大学を出た後、アルバイトをしている。やや古風な瓜実顔で、顔立ちはどちらかといえば古風な美人。
北原 弓子（きたはら ゆみこ）
常子の母。常子の顔立ちよりもむしろ鋭い現代的な彫の深い顔をしている。

## 書籍情報
- 単行本：1980年6月15日、21世紀ノベルス（主婦と生活社）
- 文庫：1984年4月26日、角川文庫、ISBN 978-4-04-149717-3、解説：北上次郎

## テレビドラマ
1984年5月5日、「幽霊志願」を原作としたテレビドラマがテレビ朝日系「土曜ワイド劇場」で放送された。主演は多岐川裕美。

## 映画
『結婚案内ミステリー』のタイトルで映画化された。主演は渡辺典子。同時上映は『友よ、静かに瞑れ』。現在、渡辺にとってはこの作品が最後の主演劇場公開作品となっている。

### ストーリー
「深田ブライダルコンサルト」という結婚相談所でアルバイトをする19歳の寺沢紘子のもとに、ある日関根コンツェルンの御曹司・昌和と偽装見合いをしてほしいという依頼が入る。高額な報酬と替え玉役に引かれた紘子は喜んで芝居をはじめたが、そこには二重三重のからくりが仕掛けられていた。

### キャスト
- 寺沢紘子：渡辺典子
- 船山哲也 / 関根昌和：渡辺謙
- 関根政夫：川地民夫
- 松尾初恵：加茂さくら
- 松尾聡：岡本達哉
- 関根克子：きたむらあきこ
- 関根和彦：成田次穂
- 関根守：斉藤正基
- 貝塚八重：楠田薫
- 横井：益岡徹
- 女カウンセラー：岩本多代
- 晴美：一色采子
- 竹田ヒロコ：高沢順子
- 深田栄一：ベンガル
- 木下吾郎：谷隼人
- 関根恭子：長山藍子

### スタッフ
- 監督：松永好訓
- 脚本：小野竜之助
- 原作：赤川次郎
- 製作者：角川春樹
- 音楽：甲斐正人
- 主題歌：「野ばらのレクイエム」渡辺典子（日本コロムビア）
- プロデューサー：坂上順、佐藤和之、山田光男
- 撮影：鈴木達夫
- 美術：今村力、高橋章
- 照明：篠崎豊治
- 録音：神保小四郎
- 効果：原尚
- 技斗：伊達弘、清水照夫
- 現像：東映化学
- ロケ協力：白馬リゾートホテル ラ・ネージュ、アルトマンシステムインターナショナル、チェッカーモータース
- 制作協力：東映東京撮影所

### ビデオ
- 『結婚案内ミステリー』 (VHS1985年7月21日発売　東映株式会社　KV-F018)
- 『結婚案内ミステリー』 (DVD2000年12月22日発売　角川書店)